# 1984年夏季奧林匹克運動會跳水比賽
1984年夏季奧林匹克運動會的跳水比賽由1984年8月5日至8月12日進行，為期9天；賽事設有男女子的3米彈板及10米高台四個項目，決出金、銀、銅牌各四面。
本屆比賽共有來自29個國家和地區的80名跳水運動員參與，當中包括45男、35女。在眾多選手中，年齡最小的是埃及的阿拉丁·苏韦丹，年僅13歲又243日；而年齡最大的則是墨西哥選手、去屆銀牌得主卡洛斯·希龙，時年29歲又278日。由本屆賽事起，每個參賽國家只可以在同一項目派出兩名運動員，以避免同一國家包攬所有獎牌。
雖然以蘇聯為首的國家是次奧運會，但由於跳水好手主要集中在美國和中國，因此對比賽的影響不大。最終，東道主美國在本屆賽事奪得兩金、三銀、三銅成為最大贏家，而首次參賽的中國則以一金、一銀、一銅緊隨其後。在個別運動員方面，美國的格雷格·洛加尼斯囊括3米彈板及10米高台兩面金牌，而女子項目的金牌則由中國和加拿大的選手瓜分。

## 參賽代表隊及運動員人數
以下為派員參加跳水比賽的代表隊（按隊伍英文名稱序），括號內顯示該隊的參賽運動員人數：

| - 阿根廷（1） - （4） - 奥地利（1） - 比利时（1） - 巴西（1） - 加拿大（7） - 中国（8） - （3） - 埃及（4） - 芬兰（1） | - 法国（1） - 英国（6） - 香港（2） - 意大利（2） - 日本（3） - 科威特（2） - 墨西哥（6） - 荷兰（1） - 新西兰（3） - 挪威（2） | - 葡萄牙（1） - 韩国（1） - 西班牙（2） - 瑞典（2） - 叙利亚（1） - 美国（7） - 委内瑞拉（1） - 西德（4） - 津巴布韦（2） |

## 國家獎牌榜
| 排名   | 国家／地区    | 金牌 | 银牌 | 铜牌 | 總數 |
| ------ | ------------- | ---- | ---- | ---- | ---- |
| 1      | 美国（USA）   | 2    | 3    | 3    | 8    |
| 2      | 中国（CHN）   | 1    | 1    | 1    | 3    |
| 3      | 加拿大（CAN） | 1    | 0    | 0    | 1    |
| 總計： | 總計：        | 4    | 4    | 4    | 12   |

## 項目優勝者

### 男子
| 項目                 | 金牌                    | 金牌   | 银牌                  | 银牌   | 铜牌                    | 铜牌   |
| 男子3米彈板（詳細）  | 格雷格·洛加尼斯（美国） | 754.41 | 谭良德（中国）        | 662.31 | 罗纳德·梅里奥特（美国） | 661.32 |
| 男子10米高台（詳細） | 格雷格·洛加尼斯（美国） | 710.91 | 布鲁斯·金博尔（美国） | 643.50 | 李孔政（中国）          | 638.28 |

### 女子
| 項目                 | 金牌                    | 金牌   | 银牌                  | 银牌   | 铜牌                        | 铜牌   |
| 女子3米彈板（詳細）  | 茜尔维·贝尼耶（加拿大） | 530.70 | 凯莉·麦考密克（美国） | 527.46 | 克里斯蒂娜·索伊弗特（美国） | 517.62 |
| 女子10米高台（詳細） | 周继红（中国）          | 435.51 | 米歇尔·米切尔（美国） | 431.19 | 温迪·怀兰（美国）           | 422.07 |